# Norrköpings garnison
Norrköpings garnison var en garnison inom svenska Försvarsmakten som verkade i olika former åren 1892–1927 och 1943–1994.

## Historik

### Bråvalla flygplats
Bråvalla flygplats var hemvist för Bråvalla flygflottilj, vilken inledde sin verksamhet den 1 juli 1943, men dess flottiljflygplatsen var samtidigt långt ifrån färdigställd. Arbetet med flottiljområdet påbörjades i juni 1942 och var klart i september 1943. Kanslihuset färdigställdes inte förrän 1945, vilket medförde att flottiljstaben under den första tiden var förlagd till Stora hotellet i centrala Norrköping. Några färdigställda rullbanor fanns ej heller, utan man fick använda sig av grässtråk på ett i stort sett fyrkantigt fält på 1000X1100 meter. När flygflottiljen avvecklades bestod flygplatsen av två rullbanor, vilka ligger i 90 graders vinkel till varandra, i ett kryss.
Bråvalla flygflottilj avvecklades och upplöstes den 30 juni 1994, det som ett resultat av försvarsbeslutet 1992. Avvecklingen genomfördes åren 1992–1994. Enligt ÖB:s förslag var det tänkt att flottiljen skulle leva vidare som ett detachement till F 16 fram till 30 juni 1997. Men regeringen gick inte på samma linje, utan beslutade istället om en avveckling. Avvecklingen påbörjades den 1 juli 1992, och skulle vara slutförd senast den 30 juni 1994. Från den 1 juli 1994 övergick hela kasernområdet till Norrköpings kommun, medan hangarer och flygfält övergick till ett detachement till Blekinge flygflottilj i Kallinge. Därefter har Helikopterflottiljen övertagit de kvarvarande delarna som fortfarande är i Fortifikationsverkets ägor. 
Efter att flottiljen avvecklades fortsatte rullbanorna att vara öppna fram till 2002, då bana 15/33 stängdes. Båda banorna är sedan dess markerad som kryssad bana, vilket markerar från luften att den är stängd. Fram till 1999 fanns det kvar en bastropp på flygfältet, vilken hade i uppgift att betjäna landande flygplan, samt att hålla basen i ett bra skick. Efter att bastroppen försvann, kom flygfältet att betjänas under ett par år av markorganisationen i Linköping. Detta endast vid de tillfällen som det förekom övningar vid flygfältet. Fram till 2000 var den militära delen av flottiljen ett flygvapenspecifikt förråd. Från 2002 är flygplatsen stängd och blev förrådsplats för hela Försvarsmakten, då gammal och övertaligt materiel samlades på flygfältet till försäljning. Bland annat såldes och skänktes bort uppåt 22 000 fordon  någonting som setts som tveksamt ur miljösynpunkt. Fortifikationsverket hade planer på att avveckla området under 2009. Delar av flygplatsen används fortfarande som förråd, och tillhör Försvarsmaktens logistik. På de delar som tillhör kommunen arrangeras åren 2013–2017 Bråvalla festival. I februari 2024 sattes det upp skyddsobjektsskyltar, samtidigt som Helikopterflottiljen tog området i anspråk för övningsverksamhet inom området.

### Södra Promenaden
År 1892 flyttade en militärskola in i Norrköping på Södra Promenaden. Skolhuset med tillhörande gymnastiksal hade uppförts till en kostnad av 212.000 kronor. Till skolan hörde även Krogaregärdet bakom gamla lasarettet vid Södra Promenaden. Efter försvarsbeslutet 1925 flyttades utbildningen till Linköpings garnison. Skolhuset övertogs av staden som själva kom att ha skolverksamhet i byggnaden. Det i form av Källvindsskolan som var en kommunal mellanskola och högre folkskola. Det här innebar att Norrköping 1934 kunde göra folkskolans sjunde år obligatoriskt för alla barn.

### Övrigt
Åren 1942–1959 var två försvarsområdesstaber förlagda till Norrköping. Norrköpings försvarsområdesstab var förlagd till Nya Rådstugugatan 3. År 1953 sammanslogs staben med Linköpings försvarsområdesstab, vilken hade flyttats till Norrköping 1945. Linköpings försvarsområdesstab var även den till en början förlagd till Nya Rådstugugatan 3. Men kom senare att verka från Ståthöga Spårgatan 17 fram till utgången av 1959, då staben flyttades till Linköpings garnison.

## Minnesstenar och minnesmärken
| Bild | Minnessten                            | Koordinater                                   | Kort beskrivning |
| ---- | ------------------------------------- | --------------------------------------------- | --- |
|      | Minnessten över Bråvalla flygflottilj | 58°36′29″N 16°07′07″Ö / 58.60819°N 16.11871°Ö | Minnesstenen, av granit, avtäcktes framför kanslihuset i samband med avslutningsceremonin den 30 juni 1994. Text: F 13, Bråvalla flygflottilj 1/7 1943 – 30/6 1994. Därunder en mässingsskylt med flygvapnets emblem och därunder flottiljens valspråk: ALTIVS CITIVS PERICVLA COMMODA SVSCIPIENTES (Högre och snabbare med risker värda att tagas). |